# Герб Хорошівського району
Герб Хорошівського району — офіційний символ Хорошівського району Житомирської області, затверджений 1 листопада 2007 року рішенням тринадцятої сесії п'ятого скликання Володарсько-Волинської районної ради.
Рішенням одинадцятої сесії Хорошівської районної ради сьомого скликання від 8 червня 2017 року внесено зміни в рішення 13-ї сесії Володарсько-Волинської районної ради п'ятого скликання від 1 листопада 2007 року у зв'язку з перейменуванням району, а саме напис на великому гербі та прапорі змінено з «Володарсько-Волинський район» на «Хорошівський район».

## Опис герба
Гербом Хорошівського району є щит у формі чотирикутника з півколом в основі, покладений на золотий картуш, розтятий і перетятий, у центрі вміщено срібний щиток поверх якого — чорний ромб, обтяжений золотими гірськорудними молотками.
У першій червленій чверті срібний архістратиг Михаїл з опущеними донизу мечем і піхвами. Друга зелена чверть усіяна золотими кружалами (23 шт). У третій золотій чверті синя квітка льону із серединою іншого кольору. У четвертій червленій чверті срібний лапчатий хрест.
Під щитом фігурна золота девізна стрічка з написом червленими літерами «Хорошівський район».